# 河内村 (茨城県久慈郡)
河内村（かわちむら）は茨城県久慈郡にかつて存在した村である。

## 地理
- 旧水府村の東部、旧常陸太田市の北部、現在の常陸太田市の中部に位置する。
- 村域は阿武隈高地の一部に位置し山がちな地形が多い。

## 歴史

### 村域の変遷
- 1889年（明治22年）4月1日 - 町村制施行により、町屋村・西河内下村・西河内中村・西河内上村が合併し久慈郡河内村が発足。
- 1955年（昭和30年）3月1日 - 市町村合併により河内村は消滅。
  - 河内村の大半（西河内上を除く）は世矢村とともに常陸太田市に編入。
  - 河内村の残部（西河内上）は染和田村・山田村とともに合併し水府村が発足。

変遷表
| 1868年 以前 | 1868年 以前 | 明治22年 4月1日 | 昭和30年 3月1日   | 平成16年 12月1日  | 現在       |
| ----------- | ----------- | --------------- | ----------------- | ----------------- | ---------- |
|             | 町屋村      | 河内村          | 常陸太田市 に編入 | 常陸太田市        | 常陸太田市 |
|             | 西河内下村  | 河内村          | 常陸太田市 に編入 | 常陸太田市        | 常陸太田市 |
|             | 西河内中村  | 河内村          | 常陸太田市 に編入 | 常陸太田市        | 常陸太田市 |
|             | 西河内上村  | 河内村          | 水府村            | 常陸太田市 に編入 | 常陸太田市 |

## 人口・世帯

### 人口
総数 [単位： 人]
| 1891年（明治24年） | 1,838 |
| 1920年（大正 9年） | 2,655 |
| 1935年（昭和10年） | 2,645 |
| 1950年（昭和25年） | 2,970 |

### 世帯
総数 [単位： 世帯]
| 1920年（大正 9年） | 585 |
| 1935年（昭和10年） | 534 |
| 1950年（昭和25年） | 581 |